# 闾山县
闾山县，中国辽朝古县名。
辽圣宗开泰二年（1013年）于罗家军置闾山县，治所在今辽宁省朝阳市附近一带。隶属于中京大定府。辽兴宗重熙十二年（1043年）改属兴中府，金朝攻克时废除兴中府闾山县。